# Clostridium viride
Il Clostridium viride è una specie di batterio appartenente alla famiglia delle Clostridiaceae.